# Zumunta AC
El Zumunta AC es un equipo de fútbol de Níger que juega en la Primera División de Níger, la categoría de fútbol más importante del país.

## Historia
Fue fundado en la capital Niamey y cuenta con 3 títulos de liga y 1 torneo de copa.
A nivel internacional ha participado en 6 torneos continentales, donde su mejor participación ha sido en la Copa CAF del año 1993, donde avanzó hasta los cuartos de final.

## Palmarés
- Primera División de Níger: 3

1985, 1988, 1993
- Copa de Níger: 1

1994

## Participación en competiciones de la CAF
| Temporada | Torneo                            | Ronda            | Club                       | Casa | Visita | Global  |
| --------- | --------------------------------- | ---------------- | -------------------------- | ---- | ------ | ------- |
| 1978      | Recopa Africana                   | Preliminar       | Horoya AC                  | 0-3  | 0-5    | 0-8     |
| 1989      | Copa Africana de Clubes Campeones | Preliminar       | Étoile Filante Ouagadougou | 0-2  | 1-1    | 1-3     |
| 1992      | Copa CAF                          | 1                | CA Bizertin                | 1-1  | 0-3    | 1-4     |
| 1993      | Copa CAF                          | 1                | ASFA Yennenga              | 1-1  | 2-0    | 3-1     |
| 1993      | Copa CAF                          | 2                | ASC Air Mauritanie         | 2-1  | 2-0    | 4-1     |
| 1993      | Copa CAF                          | Cuartos de final | Insurance FC               | 1-0  | 0-2    | 1-2     |
| 1994      | Copa Africana de Clubes Campeones | 1                | Iwuanyanwu Nationale       | 1-3  | 0-3    | 1-6     |
| 1995      | Recopa Africana                   | 1                | Stade d'Abidjan            | 2-1  | 0-1    | 2-2 (a) |